# Чертине (Анкона)
Чертине је насеље у Италији у округу Анкона, региону Марке.
Према процени из 2011. у насељу је живело 65 становника. Насеље се налази на надморској висини од 340 м.